# Četař
Četař (anglicky sergeant) je vojenská poddůstojnická hodnost, která je českou obdobou hodnosti seržant či seržán (z latinského serviens, „sloužící“). Hodnost četaře resp. seržanta je používaná v ozbrojených silách mnoha států světa, nejčastěji v pozemních armádách, vzdušných silách a policejních sborech. Často se rozlišuje několik stupňů seržantské hodnosti. V českých ozbrojených silách se hodnost četaře používá v armádě a letectvu, u policie je jejím ekvivalentem strážmistr.
Ve středověku se za seržanty označovali bojovníci na koních s těžkou rytířskou výzbrojí, kteří nebyli pasovaní na rytíře.